# Долње Ловчице
Долње Ловчице (слч. Dolné Lovčice) насељено је мјесто са административним статусом сеоске општине (слч. obec) у округу Трнава, у Трнавском крају, Словачка Република.

## Становништво
| Година:    | 1994. | 2004.   | 2014.   | 2024.   |
| ---------- | ----- | ------- | ------- | ------- |
| Број људи: | 703   | 704     | 736     | 809     |
| Разлика:   |       | +0,14 % | +4,54 % | +9,91 % |

| Година:    | 2023. | 2024.   |
| ---------- | ----- | ------- |
| Број људи: | 801   | 809     |
| Разлика:   |       | +0,99 % |

Према подацима о броју становника из 2024. године насеље је имало 809 становника.